# Аллен, Кит (хоккеист)
Кит Аллен (англ. Keith Allen; 21 августа 1923, Саскатун, Канада — 4 февраля 2014, Филадельфия, США) — канадский и американский профессиональный хоккеист (защитник), хоккейный тренер и администратор. Игровая карьера Аллена в основном прошла в клубах второстепенных профессиональных лиг Северной Америки, хотя он успел завоевать Кубок Стэнли 1954 года в составе команды «Детройт Ред Уингз». Однако он прежде всего известен как главный тренер, а затем генеральный менеджер клуба «Филадельфия Флайерз», благодаря которому был создан чемпионский состав «Забияк с Брод-стрит». В 1988 году Кит Аллен был удостоен Приза Лестера Патрика, а в 1992 году его имя было внесено в списки Зала хоккейной славы.

## Игровая карьера
Начав выступать в юношеских любительских хоккейных клубах (первым из которых был «Норт-Батлфорд Биверз» в сезоне 1939/1940), Кит Аллен впервые выступил в ранге профессионала в клубе АХЛ «Баффало Байсонс» в 1942 году, но уже на следующий год был мобилизован в канадский флот, где больше двух лет прослужил на корвете Nanaimo.
Аллен вернулся в профессиональный хоккей в 1945 году и провёл в клубах АХЛ и Западной хоккейной лиги больше десятилетия. В условиях, когда в НХЛ играли только шесть команд, значительное количество сильных хоккеистов в это время проводило практически всю свою карьеру во второстепенных лигах, и Аллен не был исключением из правила. Он в общей сложности провёл в НХЛ чуть больше трёх десятков игр за два сезона в 1953—1955 годах, успев, тем не менее, стать обладателем Кубка Стэнли 1954 года в составе «Детройт Ред Уингз». На следующий год Аллен в составе команды «Эдмонтон Флайерз» стал чемпионом Западной хоккейной лиги и в этом качестве принял с командой участие в розыгрыше Эдинбург Трофи — «чемпионата мира среди низших лиг». Он завершил игровую карьеру в сезоне 1956/1957.

## Дальнейшая карьера
Уже в сезоне 1956/1957 Аллен, выступавший за команду Западной хоккейной лиги «Брэндон Ригалс», стал в ней играющим тренером. В следующем году он перешёл на ту же роль в клуб ЗХЛ «Сиэттл Американс» (в дальнейшем «Сиэттл Тотемс»), став там также и генеральным менеджером. «Американс», дважды заканчивавшие перед этим год на последнем месте в дивизионе, в первый же год с Алленом стали его победителями, затем уступив в первом круге плей-офф. После этого сезона Аллен полностью переключился на тренерскую работу и в сезоне 1958/1959 стал с «Тотемс» чемпионом ЗХЛ. Этот успех стал возможен благодаря контактам Аллена в «Детройте», из которого его новый клуб получил на время нескольких ключевых игроков. Аллен оставался тренером «Тотемс» до 1965, а генеральным менеджером до 1966 года, ещё дважды приведя команду в финал ЗХЛ и в 1960 году получив от газеты Hockey News звание администратора года в низших лигах. После этого он был приглашён на пост главного тренера клуба «Филадельфия Флайерз», начинавшего свой первый сезон в НХЛ после расширения 1967 года. В первый год с «Филадельфией» Аллен привёл её к победе в Западном дивизионе, состоявшем из шести новых команд, с балансом 31-32-11. Следующий год сложился менее удачно, и Аллен оставил тренерский мостик ради поста генерального менеджера «Флайерз», на котором он сменил в декабре 1969 года Бада Пойла.
Аллен оставался генеральным менеджером «Флайерз» 14 сезонов (до мая 1983 года). За это время команда 12 раз выходила в плей-офф (шесть раз — как победитель дивизиона), четыре раза в финал Кубка Стэнли и дважды — в 1974 и 1975 годах — его команда выигрывала с общим балансом в 61,2 % побед (563-322-194). Аллен сыграл ключевую роль в формировании как скандально-агрессивного, нацеленного на победу любой ценой коллектива, получившего прозвище «Забияки с Брод-стрит» (англ. Broad Street Bullies) и блиставшего в середине 1970-х годов, так и следующего поколения команды, пробившегося в два финала Кубка Стэнли десятилетие спустя. Его решения в процессе драфтов привели в команду таких игроков, как Рик Маклиш, Билл Клемент, ведущие тафгаи «Флайерз» Дэйв Шульц и Боб Келли и будущие члены Зала хоккейной славы Бобби Кларк и Билл Барбер, а во втором поколении — Брайан Пропп, Рик Токкет, Пелле Линдберг и Рон Хекстолл. Но особую славу принесли Аллену сделки по обмену игроками, в которых он был признанным мастером, заработав прозвище «Воришка Кит» (англ. Keith the Thief). По словам владельца «Флайерз» Эда Снайдера, ему неизвестно ни одной неудачной сделки Аллена. Среди игроков, которые пришли в «Филадельфию» в результате его сделок, были вратарь Берни Парент (в будущем ещё один член Зала хоккейной славы), защитник Барри Эшби и форварды Реджи Лич, Терри Крисп и Андре Дюпон. Именно Аллен привёл на пост тренера «Филадельфии» сначала Фреда Шеро, выигравшего с ней два Кубка Стэнли, а затем будущего чемпиона Олимпийских игр Пэта Куинна, с которым команда провела рекордную для НХЛ серию из 35 побед подряд в сезоне 1979/1980. В 1980 году Кит Аллен был назван газетой Hockey News администратором года в НХЛ, в 1988 году получил Приз Лестера Патрика за вклад в развитие американского хоккея, а в 1992 году был избран в Зал хоккейной славы в категории «Созидатель» (англ. Builder), включающей людей, внесших выдающийся вклад в развитие хоккея.
В последние четыре года жизни Аллен страдал от деменции, проведя их в доме престарелых. Он умер в феврале 2014 года, оставив после себя вдову, Джойс, и троих детей.

## Награды и звания

### Игровая карьера
- Обладатель Кубка Стэнли (1954)
- Чемпион ЗХЛ (1954/1955)

| 1940-41          | Саскатун Куэйкерс  | N-SJHL             | 10 | 4  | 0  | 4  | 2  | 2  | 1 | 0 | 1 | 2  |
| 1940-41          | Саскатун Куэйкерс  | Мемориальный кубок | —  | —  | —  | —  | —  | 14 | 3 | 3 | 6 | 8  |
| 1941-42          | Вашингтон Иглз     | EAHL               | 60 | 13 | 11 | 24 | 27 | 8  | 0 | 1 | 1 | 0  |
| 1942-43          | Баффало Байсонс    | АХЛ                | 55 | 1  | 14 | 15 | 29 | 7  | 1 | 0 | 1 | 0  |
| 1943-44          | Саскатун Нейви     | SSHL               | 15 | 9  | 7  | 16 | 12 | 1  | 0 | 0 | 0 | 0  |
| 1944-45          | Саскатун Нейви     | SJHL               | 5  | 0  | 1  | 1  | 0  | —  | — | — | — | —  |
| 1945-46          | Саскатун Элкс      | WCSHL              | 33 | 5  | 4  | 9  | 42 | 3  | 1 | 0 | 1 | 6  |
| 1946-47          | Спрингфилд Индианс | АХЛ                | 61 | 2  | 8  | 10 | 23 | 2  | 0 | 0 | 0 | 0  |
| 1947-48          | Спрингфилд Индианс | АХЛ                | 51 | 2  | 12 | 14 | 12 | —  | — | — | — | —  |
| 1948-49          | Спрингфилд Индианс | АХЛ                | 68 | 3  | 28 | 31 | 28 | 3  | 1 | 0 | 1 | 4  |
| 1949-50          | Спрингфилд Индианс | АХЛ                | 69 | 3  | 17 | 20 | 30 | 2  | 0 | 2 | 2 | 0  |
| 1950-51          | Спрингфилд Индианс | АХЛ                | 70 | 8  | 34 | 42 | 18 | 3  | 0 | 0 | 0 | 0  |
| 1951-52          | Сиракьюс Уорриорз  | АХЛ                | 67 | 4  | 17 | 21 | 24 | —  | — | — | — | —  |
| 1952-53          | Сиракьюс Уорриорз  | АХЛ                | 64 | 1  | 18 | 19 | 24 | 2  | 0 | 0 | 0 | 0  |
| 1953-54          | Сиракьюс Уорриорз  | АХЛ                | 47 | 6  | 17 | 23 | 14 | —  | — | — | — | —  |
| 1953-54          | Шербрук Сейнтс     | QHL                | 3  | 0  | 1  | 1  | 4  | —  | — | — | — | —  |
| 1953-54          | Детройт Ред Уингз  | НХЛ                | 10 | 0  | 4  | 4  | 2  | 5  | 0 | 0 | 0 | 0  |
| 1954-55          | Детройт Ред Уингз  | НХЛ                | 18 | 0  | 0  | 0  | 6  | —  | — | — | — | —  |
| 1954-55          | Эдмонтон Флайерз   | WHL                | 34 | 4  | 12 | 16 | 10 | 9  | 0 | 2 | 2 | 6  |
| 1954-55          | Эдмонтон Флайерз   | Эдинбург Трофи     | —  | —  | —  | —  | —  | 6  | 0 | 1 | 1 | 14 |
| 1955-56          | Брэндон Ригалс     | WHL                | 69 | 0  | 13 | 13 | 40 | —  | — | — | — | —  |
| 1956-57          | Сиэттл Американс   | WHL                | 41 | 0  | 6  | 6  | 0  | —  | — | — | — | —  |
| За карьеру в НХЛ | За карьеру в НХЛ   | За карьеру в НХЛ   | 28 | 0  | 4  | 4  | 8  | 5  | 0 | 0 | 0 | 0  |

### Тренерская и административная карьера
- Двукратный обладатель Кубка Стэнли (1974, 1975)
- Чемпион ЗХЛ (1958/1959)
- Администратор года в НХЛ по версии The Hockey News (1979/1980)
- Администратор года в низших лигах по версии The Hockey News (1959/1960)
- Обладатель Приза Лестера Патрика (1988)
- Член Зала хоккейной славы (1992)